# Droga wojewódzka
Droga wojewódzka, deutsch Woiwodschaftsstraße, ist eine Straßenkategorie im Straßensystem Polens.

## Liste der Woiwodschaftsstraßen
Neben den Autobahnen und Schnellstraßen sowie den Landesstraßen, die vom polnischen Staat verwaltet werden, gibt es ein Straßennetz von Woiwodschaftsstraßen, die von den einzelnen Woiwodschaften verwaltet werden.
Die Gesamtlänge aller Woiwodschaftsstraßen beträgt etwa 28.536 km.

### Droga wojewódzka 100–199
| Bezeichnung          | Verlauf |
| -------------------- | --- |
| Droga wojewódzka 100 | Rumia – Kazimierz – Kosakowo |
| Droga wojewódzka 101 | Kosakowo – Pierwoszyno |
| Droga wojewódzka 102 | Międzyzdroje – Dziwnówek – Pobierowo – Rewal – Trzebiatów – Kołobrzeg                                                                      |
| Droga wojewódzka 103 | Kamień Pomorski – Trzebiatów |
| Droga wojewódzka 104 | Nummer nicht vergeben |
| Droga wojewódzka 105 | Świerzno – Gryfice – Brojce – Rzesznikowo                                                                                                  |
| Droga wojewódzka 106 | Rzewnowo – Golczewo – Nowogard – Maszewo – Łęczyca – Stargard – Pyrzyce                                                                    |
| Droga wojewódzka 107 | Dziwnówek – Kamień Pomorski – Parłówko |
| Droga wojewódzka 108 | Parłówko – Golczewo – Płoty |
| Droga wojewódzka 109 | Mrzeżyno – Trzebiatów – Gryfice – Płoty |
| Droga wojewódzka 110 | Lędzin – Karnice – Cerkwica – Gryfice |
| Droga wojewódzka 111 | Recław () – Racimierz – Stepnica – Krępsko – Modrzewie –                                                                                   |
| Droga wojewódzka 112 | Wicimice () – Rzesznikowo – Koszalin () |
| Droga wojewódzka 113 | – Maszewo |
| Droga wojewódzka 114 | Nowe Warpno – Trzebież – Police – Tanowo                                                                                                   |
| Droga wojewódzka 115 | Szczecin – Tanowo – Dobieszczyn – L 28 |
| Droga wojewódzka 116 | Bobulczyn – Binino – Orliczko – Nojewo – Podpniewki ()                                                                                     |
| Droga wojewódzka 117 | – Średnica – Jędrzejewo |
| Droga wojewódzka 118 | – Zielonowo – Nowe Dwory |
| Droga wojewódzka 119 | Płonia – Smolary |
| Droga wojewódzka 120 | – Gryfino – Stare Czarnowo – ... – Kołbacz – Kobylanka                                                                                     |
| Droga wojewódzka 121 | Pniewo – Banie |
| Droga wojewódzka 122 | Krajnik Dolny – Krzywin – Banie – Pyrzyce – Piasecznik                                                                                     |
| Droga wojewódzka 123 | Huta Szklana – Kuźnica Żelichowska – Przesieki –                                                                                           |
| Droga wojewódzka 124 | – Cedynia – Chojna |
| Droga wojewódzka 125 | Grenze – Cedynia – Golice – Moryń – Wierzchlas                                                                                             |
| Droga wojewódzka 126 | Osinów Dolny – Siekierki – Mieszkowice – Smolnica – Dębno                                                                                  |
| Droga wojewódzka 127 | Grenze – Porzecze – Namyślin – Chwarszczany – Dębno                                                                                        |
| Droga wojewódzka 128 | Nummer nicht vergeben |
| Droga wojewódzka 129 | Sarbinowo – Dąbroszyn |
| Droga wojewódzka 130 | Barnówko – Tarnów – Baczyna |
| Droga wojewódzka 131 | Nowiny Wielkie – Krzeszyce |
| Droga wojewódzka 132 | – Kostrzyn nad Odrą – Witnica – Gorzów Wielkopolski                                                                                        |
| Droga wojewódzka 133 | Chełst – Borzysko Młyn – Sieraków – Ryżyn – Chrzypsko Wielkie                                                                              |
| Droga wojewódzka 134 | Muszkowo – Ośno Lubuskie – Rzepin – Urad – Grenze                                                                                          |
| Droga wojewódzka 135 | Wieleń – Miały – Piłka – Borzysko Młyn |
| Droga wojewódzka 136 | Wałdowice – Lubniewice – Wędrzyn |
| Droga wojewódzka 137 | Słubice – Sulęcin – Międzyrzecz – Trzciel                                                                                                  |
| Droga wojewódzka 138 | Muszkowo – Długoszyn – ... – Sulęcin – Torzym – Gubin                                                                                      |
| Droga wojewódzka 139 | Górzyca – Kowalów – Rzepin – Debrznica |
| Droga wojewódzka 140 | Wronki – Jasionna – Krucz – Ciszkowo |
| Droga wojewódzka 141 | Sowno – Przemocze – Darż |
| Droga wojewódzka 142 | – Łęczyca – Lisowo |
| Droga wojewódzka 143 | Wartosław – Pierwoszewo – |
| Droga wojewódzka 144 | Nowogard – Dobra – Chociwel |
| Droga wojewódzka 145 | Chojno – Biezdrowo – |
| Droga wojewódzka 146 | Jenikowo – Dobra – Strzmiele |
| Droga wojewódzka 147 | Wierzbięcin – Troszczyno – Wołkowo – Łobez                                                                                                 |
| Droga wojewódzka 148 | Starogard Łobeski – Łobez – Drawsko Pomorskie                                                                                              |
| Droga wojewódzka 149 | Nummer nicht vergeben |
| Droga wojewódzka 150 | Wronki – Chojno – Bukowce – Sieraków |
| Droga wojewódzka 151 | Świdwin – Łobez – Węgorzyno – Recz – Barlinek – Gorzów Wielkopolski                                                                        |
| Droga wojewódzka 152 | Płoty – Resko – Świdwin – Buślary |
| Droga wojewódzka 153 | Siedlisko – Runowo – Gajewo – Ciszkowo – Goraj – Lubasz                                                                                    |
| Droga wojewódzka 154 | Łęgowo – Przynotecko – Trzebicz |
| Droga wojewódzka 155 | – Pławin |
| Droga wojewódzka 156 | Lipiany – Barlinek – Strzelce Krajeńskie – Zwierzyn – Klesno                                                                               |
| Droga wojewódzka 157 | Zwierzyn – Goszczanowo |
| Droga wojewódzka 158 | Gorzów Wielkopolski – Santok – Drezdenko                                                                                                   |
| Droga wojewódzka 159 | Nowe Polichno – Skwierzyna |
| Droga wojewódzka 160 | Suchań – Piasecznik – Choszczno – Drezdenko – Międzychód – Gorzyń – Lewice – Miedzichowo                                                   |
| Droga wojewódzka 161 | Dobiegniew – Podlesiec – Przeborowo |
| Droga wojewódzka 162 | Rościęcino – Świdwin – Zarańsko |
| Droga wojewódzka 163 | Kołobrzeg – Białogard – Połczyn-Zdrój – Czaplinek – Wałcz                                                                                  |
| Droga wojewódzka 164 | Podlesiec – Zagórze – Drezdenko |
| Droga wojewódzka 165 | Mielno – Mścice |
| Droga wojewódzka 166 | – Lulewice – Białogard |
| Droga wojewódzka 167 | Koszalin – Tychowo – Ogartowo |
| Droga wojewódzka 168 | Niedalino – Zegrze Pomorskie – Wyszewo – ... – Mostowo – Drzewiany                                                                         |
| Droga wojewódzka 169 | Byszyno – Tychowo – Głodowa |
| Droga wojewódzka 170 | Przeborowo – Drawiny – Bielice Nowe |
| Droga wojewódzka 171 | Bobolice – Barwice – Czaplinek |
| Droga wojewódzka 172 | Połczyn-Zdrój – Szczecinek |
| Droga wojewódzka 173 | Połczyn-Zdrój – Drawsko Pomorskie |
| Droga wojewódzka 174 | Nowe Drezdenko – Kosin – Stare Bielice – Bielice Nowe – Krzyż – Lubcz Mały – Wieleń Północny – Nowe Dwory – Gajewo – Kuźnica Czarnkowska – |
| Droga wojewódzka 175 | Drawsko Pomorskie – Kalisz Pomorski – Choszczno                                                                                            |
| Droga wojewódzka 176 | Niegosław – Karwin – Woiwodschaft Grenze                                                                                                   |
| Droga wojewódzka 177 | Czaplinek – Mirosławiec – Człopa – Wieleń                                                                                                  |
| Droga wojewódzka 178 | Wałcz – Trzcianka – Czarnków – Oborniki |
| Droga wojewódzka 179 | Rusinowo – Piła |
| Droga wojewódzka 180 | Kocień Wielki – Trzcianka – Piła |
| Droga wojewódzka 181 | Drezdenko – Wieleń – Czarnków |
| Droga wojewódzka 182 | Międzychód – Wronki – Piotrowo – Czarnków – Ujście                                                                                         |
| Droga wojewódzka 183 | Sarbia – Chodzież |
| Droga wojewódzka 184 | Wronki – Ostroróg – Szamotuły – Przeźmierowo                                                                                               |
| Droga wojewódzka 185 | Piotrowo – Szamotuły |
| Droga wojewódzka 186 | Kwilcz – Wróblewo – Dobrojewo |
| Droga wojewódzka 187 | Pniewy – Szamotuły – Oborniki – Murowana Goślina                                                                                           |
| Droga wojewódzka 188 | Człuchów – Debrzno – Złotów – Piła |
| Droga wojewódzka 189 | Jastrowie – Złotów – Więcbork |
| Droga wojewódzka 190 | Krajenka – Szamocin – Margonin – Wągrowiec – Gniezno                                                                                       |
| Droga wojewódzka 191 | Chodzież – Szamocin – Lipa |
| Droga wojewódzka 192 | Nowiny – Goraj |
| Droga wojewódzka 193 | Chodzież – Margonin – Gołańcz |
| Droga wojewódzka 194 | Poznań – |
| Droga wojewódzka 195 | Zatom Nowy – Warta Fluss – Zatom Stary |
| Droga wojewódzka 196 | (Knoten Poznań Komorniki) – Murowana Goślina – Wągrowiec                                                                                   |
| Droga wojewódzka 197 | Sławica – Rejowiec – Kiszkowo – Gniezno |
| Droga wojewódzka 198 | Radgoszcz – Kaplin – Mokrzec – Zatom Nowy – Kobylarnia – Sieraków-Piaski                                                                   |
| Droga wojewódzka 199 | Skwierzyna – Świniary – Wiejce – Międzychód                                                                                                |

### Droga wojewódzka 200–299
| Nummer               | Verlauf |
| -------------------- | --- |
| Droga wojewódzka 200 | Bahnhof Cierpice – |
| Droga wojewódzka 201 | Gwda Mała – Czarne – Barkowo |
| Droga wojewódzka 202 | Czarne – Rzeczenica |
| Droga wojewódzka 203 | Koszalin – Darłowo – Postomino – Ustka |
| Droga wojewódzka 204 | Bahnhof Solec Kujawski – |
| Droga wojewódzka 205 | Darłówko – Darłowo – Krupy – Sławno – Polanów – Bobolice                                                                                           |
| Droga wojewódzka 206 | Koszalin – Polanów – Miastko |
| Droga wojewódzka 207 | Wielki Lubień – Dragacz – Michale – Grudziądz |
| Droga wojewódzka 208 | Barcino – Wielin |
| Droga wojewódzka 209 | Warszkowo – Suchorze – Bytów |
| Droga wojewódzka 210 | Słupsk – Unichowo |
| Droga wojewódzka 211 | Nowa Dąbrowa – Czarna Dąbrówka – Puzdrowo – ... – Sierakowice – Kartuzy – Żukowo                                                                   |
| Droga wojewódzka 212 | Osowo Lęborskie – Bytów – Chojnice – Zamarte |
| Droga wojewódzka 213 | Słupsk – Wicko – Żelazno – Sulicice – Celbowo |
| Droga wojewódzka 214 | Łeba – Lębork – Sierakowice – Puzdrowo – Kościerzyna – Warlubie                                                                                    |
| Droga wojewódzka 215 | Władysławowo – Sulicice |
| Droga wojewódzka 216 | Reda – Władysławowo – Hel |
| Droga wojewódzka 217 | Bahnhof Warlubie – |
| Droga wojewódzka 218 | Gdańsk – Chwaszczyno – Wejherowo – Krokowa |
| Droga wojewódzka 219 | Bahnhof Brodzkie Młyny – |
| Droga wojewódzka 220 | Bahnhof Morzeszczyn – |
| Droga wojewódzka 221 | Gdańsk – Przywidz – Kościerzyna |
| Droga wojewódzka 222 | Gdańsk – Godziszewo – Starogard Gdański – Skórcz                                                                                                   |
| Droga wojewódzka 223 | – (Bydgoszcz) |
| Droga wojewódzka 224 | Sopieszyno – Łebno – Przodkowo – Kartuzy – Nowa Karczma – Skarszewy – Godziszewo – Tczew                                                           |
| Droga wojewódzka 225 | Bahnhof Pelplin – |
| Droga wojewódzka 226 | Nowa Karczma – Mierzeszyn – Pruszcz Gdański – Przejazdowo –                                                                                        |
| Droga wojewódzka 227 | Pruszcz Gdański – Trutnowy – Cedry Wielkie – Cedry Małe                                                                                            |
| Droga wojewódzka 228 | Bytów – Klukowa Huta – Kartuzy |
| Droga wojewódzka 229 | Jabłowo – Pelplin – Rudno – Wielkie Walichnowy |
| Droga wojewódzka 230 | Wielgłowy – Brzuśce – Pelplin – Cierzpice |
| Droga wojewódzka 231 | Skórcz – Kolonia Ostrowicka |
| Droga wojewódzka 232 | Bydgoszcz ( – ul. Wojska Polskiego) |
| Droga wojewódzka 233 | Trzepowo – Borowina – Mierzeszyn |
| Droga wojewódzka 234 | Skórcz – Morzeszczyn – Gniew |
| Droga wojewódzka 235 | Korne – Chojnice |
| Droga wojewódzka 236 | Konarzyny – Swornegacie – Brusy |
| Droga wojewódzka 237 | Czersk – Tuchola – Gostycyn – Mąkowarsko |
| Droga wojewódzka 238 | Osie – Warlubie |
| Droga wojewódzka 239 | Błądzim – Lniano – Drzycim – Świecie |
| Droga wojewódzka 240 | Chojnice – Tuchola – Świecie |
| Droga wojewódzka 241 | Tuchola – Sępólno Krajeńskie – Więcbork – Nakło nad Notecią – Wągrowiec – Rogoźno                                                                  |
| Droga wojewódzka 242 | Więcbork – Łobżenica – Wyrzysk – Gołańcz – Morakowo                                                                                                |
| Droga wojewódzka 243 | Mrocza – Koronowo |
| Droga wojewódzka 244 | Kamieniec – Wojnowo – Gogolinek – Bożenkowo – Strzelce Dolne                                                                                       |
| Droga wojewódzka 245 | Gruczno – Głogówko Królewskie – Chełmno |
| Droga wojewódzka 246 | Paterek – Samoklęski Małe – Szubin – Łabiszyn – Złotniki Kujawskie – Gniewkowo – Dąbrowa Biskupia                                                  |
| Droga wojewódzka 247 | Kcynia – Szubin |
| Droga wojewódzka 248 | Zbrachlin – Topólno – Borówno |
| Droga wojewódzka 249 | Czarnowo – Wisła Fluss – Solec Kujawski |
| Droga wojewódzka 250 | Suchatówka – Służewo |
| Droga wojewódzka 251 | Kaliska – Damasławek – Żnin – Barcin – Pakość – Inowrocław                                                                                         |
| Droga wojewódzka 252 | Inowrocław – Zakrzewo – Rózinowo |
| Droga wojewódzka 253 | Łabiszyn – Murczyn |
| Droga wojewódzka 254 | Brzoza – Łabiszyn – Barcin – Mogilno – Wylatowo |
| Droga wojewódzka 255 | Pakość – Broniewice – Strzelno |
| Droga wojewódzka 256 | Trzeciewiec – Włóki – Bydgoszcz |
| Droga wojewódzka 257 | Mała Nieszawka – Wisła Fluss – Toruń |
| Droga wojewódzka 258 | – Wisła Fluss – Silno – Osiek – Obrowo |
| Droga wojewódzka 259 | Bahnhof Smętowo – |
| Droga wojewódzka 260 | Gniezno – Witkowo – Wólka |
| Droga wojewódzka 261 | Bahnhof Gniew – |
| Droga wojewódzka 262 | Kwieciszewo – Gębice – Orchowo – Szyszłowo |
| Droga wojewódzka 263 | Słupca – Ślesin – Sompolno – Kłodawa – Dąbie |
| Droga wojewódzka 264 | Kleczew – Konin |
| Droga wojewódzka 265 | Brześć Kujawski – Kowal – Gostynin |
| Droga wojewódzka 266 | Ciechocinek – Służewo – Radziejów – Sompolno – Konin                                                                                               |
| Droga wojewódzka 267 | Ujma Duża – Osięciny – Piotrków Kujawski |
| Droga wojewódzka 268 | Brzezie – Wieniec – Brześć Kujawski |
| Droga wojewódzka 269 | Szczerkowo – Izbica Kujawska – Chodecz – Choceń – Kowal                                                                                            |
| Droga wojewódzka 270 | Brześć Kujawski – Izbica Kujawska – Koło |
| Droga wojewódzka 271 | Bahnhof Opalenie – |
| Droga wojewódzka 272 | Laskowice – Lipienki – Jeżewo – Grupa – Dolna Grupa                                                                                                |
| Droga wojewódzka 273 | Cierpice – Mała Nieszawka – |
| Droga wojewódzka 274 | Bahnhof Bydgoszcz Emilianowo – |
| Droga wojewódzka 275 | Inowrocław (ul. Narutowicza – ul. Dworcowa) |
| Droga wojewódzka 276 | Krosno Odrzańskie – Świebodzin |
| Droga wojewódzka 277 | Skąpe – Sulechów |
| Droga wojewódzka 278 | Szklarka Radnicka – Nietkowice – Sulechów – Sława – Wschowa                                                                                        |
| Droga wojewódzka 279 | Zawada – Racula – Buchałów – Leśniów Wielki – Wysokie                                                                                              |
| Droga wojewódzka 280 | Zielona Góra – Czerwieńsk – Brody |
| Droga wojewódzka 281 | Zielona Góra – Wysokie – Pomorsko |
| Droga wojewódzka 282 | – Zielona Góra – Zabór – Bojadła |
| Droga wojewódzka 283 | Zielona Góra – Zatonie – Kożuchów – Lasocin – Rejów                                                                                                |
| Droga wojewódzka 284 | Bahnhof Złotniki Kujawskie – |
| Droga wojewódzka 285 | Gubin – Grabice – Starosiedle |
| Droga wojewódzka 286 | Gubin – Biecz |
| Droga wojewódzka 287 | Kosierz – Bobrowice – Lubsko – Żary |
| Droga wojewódzka 288 | Dąbie – Lubiatów – Bogaczów – Nowogród Bobrzański                                                                                                  |
| Droga wojewódzka 289 | Grenze – Zasieki – Lubsko – Nowogród Bobrzański |
| Droga wojewódzka 290 | Niwiska – Mirocin Dolny |
| Droga wojewódzka 291 | Bahnhof Otłoczyn – |
| Droga wojewódzka 292 | Nowe Żabno – Bytom Odrzański – Głogów – Orsk – Studzionki - ... - Nieszczyce - Chobienia – Naroczyce – Buszkowice – Ścinawa – Zaborów – Prochowice |
| Droga wojewódzka 293 | Borów – Nowe Miasteczko – Bytom Odrzański |
| Droga wojewódzka 294 | Trzebiel – Tuplice – Jasień |
| Droga wojewódzka 295 | Nowogród Bobrzański – Żagań |
| Droga wojewódzka 296 | Kożuchów – Żagań – Iłowa – Ruszów – Lubań |
| Droga wojewódzka 297 | Nowa Sól – Kożuchów – Szprotawa – – ... – – Bolesławiec –                                                                                          |
| Droga wojewódzka 298 | Kłobuczyn – Nielubia |
| Droga wojewódzka 299 | Bahnhof Gniewkowo – |

### Droga wojewódzka 300–399
| Nummer               | Verlauf                                                                                           |
| -------------------- | ------------------------------------------------------------------------------------------------- |
| Droga wojewódzka 300 | Iłowa – Gozdnica                                                                                  |
| Droga wojewódzka 301 | Janowice – Tadzin – Bądkowo – Krotoszyn – Osięciny                                                |
| Droga wojewódzka 302 | Brudzewo – Zbąszyń – Nowy Tomyśl                                                                  |
| Droga wojewódzka 303 | Świebodzin – Brudzewo – Babimost – Powodowo                                                       |
| Droga wojewódzka 304 | Okunin – Nowe Kramsko – Babimost – Kosieczyn                                                      |
| Droga wojewódzka 305 | Bolewice – Nowy Tomyśl – Wolsztyn – Wschowa – Wroniniec                                           |
| Droga wojewódzka 306 | Lipnica – Wilczyna – Buk – Stęszew – Dymaczewo Nowe                                               |
| Droga wojewódzka 307 | Poznań – Buk – Opalenica – Bukowiec                                                               |
| Droga wojewódzka 308 | Nowy Tomyśl – Grodzisk Wielkopolski – Kościan – Kunowo                                            |
| Droga wojewódzka 309 | – Kaczkowo                                                                                        |
| Droga wojewódzka 310 | Głuchowo – Czempiń – Śrem                                                                         |
| Droga wojewódzka 311 | Kawczyn – Czempiń                                                                                 |
| Droga wojewódzka 312 | Rakoniewice – Czacz                                                                               |
| Droga wojewódzka 313 | Babimost – Kargowa – Klenica                                                                      |
| Droga wojewódzka 314 | Kargowa – Świętno                                                                                 |
| Droga wojewódzka 315 | Wolsztyn – Konotop – Nowa Sól                                                                     |
| Droga wojewódzka 316 | Sławocin – Ciosaniec – Kaszczor                                                                   |
| Droga wojewódzka 317 | Nummer nicht vergeben                                                                             |
| Droga wojewódzka 318 | Lubięcin – Sława                                                                                  |
| Droga wojewódzka 319 | Stare Strącze – Krzepielów – Głogów                                                               |
| Droga wojewódzka 320 | – Maślice – Rędzin –                                                                              |
| Droga wojewódzka 321 | Przyborów – Siedlisko – Różanówka – Kierzno – Głogów                                              |
| Droga wojewódzka 322 | – Bahnhof Wrocław Osobowice                                                                       |
| Droga wojewódzka 323 | Leszno – Góra – Studzionki – Rudna - Rynarcice – (Lubin)                                          |
| Droga wojewódzka 324 | Szlichtyngowa – Góra –                                                                            |
| Droga wojewódzka 325 | Tarnów Jezierny – Siedlisko – Bytom Odrzański – Dębianka – Różanówka                              |
| Droga wojewódzka 326 | – Oder Fluss –                                                                                    |
| Droga wojewódzka 327 | Bahnhof Wrocław Różanka – Bahnhof Wrocław Osobowice                                               |
| Droga wojewódzka 328 | Nowe Miasteczko – Przemków – Chocianów – Chojnów – Złotoryja – Świerzawa – Wojcieszów – Marciszów |
| Droga wojewódzka 329 | Głogów – Jerzmanowa – Nowe Osiedle                                                                |
| Droga wojewódzka 330 | Krzepów – Pęcław – Leszkowice – Bełcz Wielki – Luboszyce                                          |
| Droga wojewódzka 331 | Chocianów – Polkowice – Tarnówek – Rynarcice                                                      |
| Droga wojewódzka 332 | – Sieniawka – Kopaczów – (3 km langer Teil der tschechischen Silnice I/35 über polnisches Gebiet) |
| Droga wojewódzka 333 | Nummer nicht vergeben                                                                             |
| Droga wojewódzka 334 | Ciechanów – Lubów – Chobienia – Jemielno – Krzelów – Moczydlnica Dworska                          |
| Droga wojewódzka 335 | Chojnów – Lubin                                                                                   |
| Droga wojewódzka 336 | Brzezinka Średzka – Pisarzowice – Marszowice – Maślice                                            |
| Droga wojewódzka 337 | Bahnhof Wrocław Pracze –                                                                          |
| Droga wojewódzka 338 | Wińsko – Wołów – Lubiąż – Kawice                                                                  |
| Droga wojewódzka 339 | Żmigród – Strupina – Wołów                                                                        |
| Droga wojewódzka 340 | Ścinawa – Wołów – Trzebnica – Oleśnica                                                            |
| Droga wojewódzka 341 | Prawików – Brzeg Dolny – Pęgów                                                                    |
| Droga wojewódzka 342 | Wrocław – Oborniki Śląskie – Strupina                                                             |
| Droga wojewódzka 343 | – Bahnhof Oborniki Śląskie –                                                                      |
| Droga wojewódzka 344 | –                                                                                                 |
| Droga wojewódzka 345 | Wilczków – Budziszów Wielki – Strzegom                                                            |
| Droga wojewódzka 346 | Środa Śląska – Kąty Wrocławskie – Gaj Oławski – Godzikowice                                       |
| Droga wojewódzka 347 | Wrocław – Pietrzykowice – Kąty Wrocławskie                                                        |
| Droga wojewódzka 348 | Małuszów – Anschlussstelle Pietrzykowice                                                          |
| Droga wojewódzka 349 | Bahnhof Wrocław Kuźniki –                                                                         |
| Droga wojewódzka 350 | Łęknica – Przewóz – Gozdnica – Ruszów – Bolesławiec                                               |
| Droga wojewódzka 351 | Jagodzin – Zgorzelec                                                                              |
| Droga wojewódzka 352 | Zgorzelec – Bogatynia – Grenze                                                                    |
| Droga wojewódzka 353 | Pieńsk – Strzelno                                                                                 |
| Droga wojewódzka 354 | Bogatynia – Sieniawka                                                                             |
| Droga wojewódzka 355 | Koźmin – Zawidów –                                                                                |
| Droga wojewódzka 356 | Bahnhof Wrocław Żerniki –                                                                         |
| Droga wojewódzka 357 | S 128 – Radomierzyce – Lubań – Nowogrodziec – Zebrzydowa – Osiecznica                             |
| Droga wojewódzka 358 | Włosień – Leśna – Pobiedna – ... – Krobica – Świeradów-Zdrój – Szklarska Poręba                   |
| Droga wojewódzka 359 | Bahnhof Wrocław Leśnica –                                                                         |
| Droga wojewódzka 360 | Gryfów Śląski – Giebułtów – Świecie                                                               |
| Droga wojewódzka 361 | Radoniów – Mirsk – Krobica – 291                                                                  |
| Droga wojewódzka 362 | Kąty Wrocławskie – Wszemiłowice – Stoszyce – Romnów – Skałka – Jarnołtów – Wrocław                |
| Droga wojewódzka 363 | Bolesławiec – Złotoryja – Jawor – Jenków                                                          |
| Droga wojewódzka 364 | Gryfów Śląski – Lwówek Śląski – Złotoryja – Legnica                                               |
| Droga wojewódzka 365 | Jelenia Góra – Świerzawa – Jawor                                                                  |
| Droga wojewódzka 366 | Piechowice – Kowary                                                                               |
| Droga wojewódzka 367 | Jelenia Góra – Kowary – Kamienna Góra – Wałbrzych                                                 |
| Droga wojewódzka 368 | Mirków –                                                                                          |
| Droga wojewódzka 369 | Przełęcz Kowarska – Lubawka                                                                       |
| Droga wojewódzka 370 | Smolec – Mokronos Dolny                                                                           |
| Droga wojewódzka 371 | Grenze –                                                                                          |
| Droga wojewódzka 372 | Łany – Siechnice – Iwiny                                                                          |
| Droga wojewódzka 373 | – Spalice                                                                                         |
| Droga wojewódzka 374 | Jawor – Stanowice – Świebodzice                                                                   |
| Droga wojewódzka 375 | Dobromierz – Wałbrzych                                                                            |
| Droga wojewódzka 376 | Wałbrzych – Szczawno-Zdrój – Boguszów-Gorce                                                       |
| Droga wojewódzka 377 | Nowe – Twarda Góra – Pieniążkowo                                                                  |
| Droga wojewódzka 378 | Biedrzychów – Grodków                                                                             |
| Droga wojewódzka 379 | Wałbrzych – Modliszów – Świdnica                                                                  |
| Droga wojewódzka 380 | Ludwikowice Kłodzkie – Nowa Ruda – Ścinawka Górna                                                 |
| Droga wojewódzka 381 | Wałbrzych – Nowa Ruda – Kłodzko                                                                   |
| Droga wojewódzka 382 | Stanowice – Świdnica – Dzierżoniów – Ząbkowice Śląskie – Paczków –                                |
| Droga wojewódzka 383 | Jedlina-Zdrój – Walim – Dzierżoniów                                                               |
| Droga wojewódzka 384 | Nowa Ruda – Wolibórz – Łagiewniki                                                                 |
| Droga wojewódzka 385 | Wolibórz – Ząbkowice Śląskie – Ziębice – Grodków – Kopice – Jaczowice                             |
| Droga wojewódzka 386 | 302 – Tłumaczów – Ścinawka Średnia – Gorzuchów                                                    |
| Droga wojewódzka 387 | Ścinawka Średnia – Kudowa-Zdrój                                                                   |
| Droga wojewódzka 388 | Ratno Dolne – Polanica-Zdrój – Bystrzyca Kłodzka                                                  |
| Droga wojewódzka 389 | Duszniki-Zdrój – Międzylesie                                                                      |
| Droga wojewódzka 390 | Kamieniec Ząbkowicki – Płonica – Złoty Stok – Lądek-Zdrój                                         |
| Droga wojewódzka 391 | Warlubie – Rulewo – Rozgarty –                                                                    |
| Droga wojewódzka 392 | Żelazno – Lądek-Zdrój – Stronie Śląskie – Bystrzyca Kłodzka                                       |
| Droga wojewódzka 393 | Lubań – Leśna                                                                                     |
| Droga wojewódzka 394 | Przyłubie – Solec Kujawski –                                                                      |
| Droga wojewódzka 395 | Wrocław – Strzelin – Ziębice – Chałupki                                                           |
| Droga wojewódzka 396 | Oleśnica – Bierutów – Oława – Strzelin – Ząbkowice Śląskie                                        |
| Droga wojewódzka 397 | –                                                                                                 |
| Droga wojewódzka 398 | Złotniki Kujawskie – Niszczewice – Liszkowo                                                       |
| Droga wojewódzka 399 | Liszkowo – Żelechlin                                                                              |

### Droga wojewódzka 400–499
| Nummer               | Verlauf                                                                                        |
| -------------------- | ---------------------------------------------------------------------------------------------- |
| Droga wojewódzka 400 | Więcławice – Latkowo                                                                           |
| Droga wojewódzka 401 | Żłobizna – Grodków – Skoroszyce – Pakosławice                                                  |
| Droga wojewódzka 402 | Fletnowo – Wielki Lubień – Wisła Fluss – Grudziądz                                             |
| Droga wojewódzka 403 | Łukowice Brzeskie –                                                                            |
| Droga wojewódzka 404 | Bahnhof Szewce –                                                                               |
| Droga wojewódzka 405 | Niemodlin – Tułowice – Korfantów                                                               |
| Droga wojewódzka 406 | Nysa – Jasienica Dolna – Włostowa                                                              |
| Droga wojewódzka 407 | Nysa – Korfantów – Łącznik –                                                                   |
| Droga wojewódzka 408 | Kędzierzyn-Koźle – Gliwice                                                                     |
| Droga wojewódzka 409 | Dębina – Krapkowice – Strzelce Opolskie                                                        |
| Droga wojewódzka 410 | Kędzierzyn-Koźle – Kobylice – Biadaczów – Odra Fluss – Brzeźce                                 |
| Droga wojewódzka 411 | Nysa – Głuchołazy – 445                                                                        |
| Droga wojewódzka 412 | Tupadły – Kobylniki                                                                            |
| Droga wojewódzka 413 | Ligota Prószkowska –                                                                           |
| Droga wojewódzka 414 | Wrzoski – Opole – Prószków – Biała – Prudnik                                                   |
| Droga wojewódzka 415 | Zimnice – Rogów Opolski – Krapkowice                                                           |
| Droga wojewódzka 416 | Żywocice – Głogówek – Głubczyce – Kietrz – Racibórz                                            |
| Droga wojewódzka 417 | Laskowice – Klisino – Szonów – Szczyty – Racibórz                                              |
| Droga wojewódzka 418 | Reńska Wieś – Kędzierzyn-Koźle                                                                 |
| Droga wojewódzka 419 | Nowa Cerekwia – Niekazanice – Branice – Grenze                                                 |
| Droga wojewódzka 420 | Kietrz – Dzierżysław – Pilszcz – Grenze                                                        |
| Droga wojewódzka 421 | Szczyty – Błażejowice – Nędza                                                                  |
| Droga wojewódzka 422 | Łany – Dzielnica – Przewóz – Odra Fluss - Dziergowice                                          |
| Droga wojewódzka 423 | Opole – Krapkowice – Zdzieszowice – Kędzierzyn-Koźle                                           |
| Droga wojewódzka 424 | Gwoździce – Odra Fluss – Odrowąż – Gogolin                                                     |
| Droga wojewódzka 425 | Bierawa – Kuźnia Raciborska – Rudy                                                             |
| Droga wojewódzka 426 | Zawadzkie – Strzelce Opolskie – Olszowa – Kędzierzyn-Koźle                                     |
| Droga wojewódzka 427 | – Zakrzów – Kochaniec – Roszowice – Dzielnica                                                  |
| Droga wojewódzka 428 | Dąbrówka Górna –                                                                               |
| Droga wojewódzka 429 | Wawelno – Komprachcice – Prószków –                                                            |
| Droga wojewódzka 430 | Poznań – Mosina                                                                                |
| Droga wojewódzka 431 | Granowo – Dymaczewo Nowe – Mosina – Kórnik                                                     |
| Droga wojewódzka 432 | Leszno – Krzywiń – Śrem – Środa Wielkopolska – Września                                        |
| Droga wojewódzka 433 | (Poznań, Knoten Poznań Krzesiny) – Poznań (ul. Obornicka – Stadtgrenze)                        |
| Droga wojewódzka 434 | Kleszczewo – Kórnik – Śrem – Kunowo – Gostyń –                                                 |
| Droga wojewódzka 435 | Opole – Wawelno –                                                                              |
| Droga wojewódzka 436 | Pysząca – Książ Wielkopolski – Nowe Miasto nad Wartą                                           |
| Droga wojewódzka 437 | Dolsk – Koszkowo                                                                               |
| Droga wojewódzka 438 | Borek Wielkopolski – Koźmin                                                                    |
| Droga wojewódzka 439 | Żmigród – Milicz                                                                               |
| Droga wojewódzka 440 | Bahnhof Borowa Oleśnicka –                                                                     |
| Droga wojewódzka 441 | Miłosław – Borzykowo                                                                           |
| Droga wojewódzka 442 | Września – Pyzdry – Gizałki – Kalisz                                                           |
| Droga wojewódzka 443 | Jarocin – Gizałki – Rychwał – Tuliszków                                                        |
| Droga wojewódzka 444 | Krotoszyn – Odolanów – Ostrzeszów                                                              |
| Droga wojewódzka 445 | Odolanów – Ostrów Wielkopolski                                                                 |
| Droga wojewódzka 446 | Bahnhof Długołęka –                                                                            |
| Droga wojewódzka 447 | Antonin – Grabów nad Prosną                                                                    |
| Droga wojewódzka 448 | Milicz – Twardogóra – Syców                                                                    |
| Droga wojewódzka 449 | Syców – Ostrzeszów – Błaszki                                                                   |
| Droga wojewódzka 450 | Kalisz – Grabów nad Prosną – Woiwodschaftsgrenze                                               |
| Droga wojewódzka 451 | Bierutów – Namysłów                                                                            |
| Droga wojewódzka 452 | Bahnhof Wrocław Psie Pole –                                                                    |
| Droga wojewódzka 453 | Bahnhof Sołtysowice –                                                                          |
| Droga wojewódzka 454 | Opole – Pokój – Namysłów                                                                       |
| Droga wojewódzka 455 | Wrocław – Jelcz – Oława                                                                        |
| Droga wojewódzka 456 | – Flughafen Zielona Góra-Babimost                                                              |
| Droga wojewódzka 457 | Pisarzowice - Popielów – Dobrzeń Wielki                                                        |
| Droga wojewódzka 458 | Obórki – Lewin Brzeski – Skorogoszcz – Popielów                                                |
| Droga wojewódzka 459 | Opole – Narok – Skorogoszcz                                                                    |
| Droga wojewódzka 460 | Kościerzyce – Odra Fluss – Pawłów – Kopanie –                                                  |
| Droga wojewódzka 461 | Kup – Jełowa                                                                                   |
| Droga wojewódzka 462 | Stobrawa – Odra Fluss – Kopanie – Łosiów – Krzyżowice                                          |
| Droga wojewódzka 463 | Bierdzany – Ozimek – Zawadzkie                                                                 |
| Droga wojewódzka 464 | Narok – Odra Fluss – Chróścice                                                                 |
| Droga wojewódzka 465 | Żelazna – Odra Fluss – Dobrzeń Mały                                                            |
| Droga wojewódzka 466 | Słupca – Ciążeń – Pyzdry                                                                       |
| Droga wojewódzka 467 | Ciążeń – Golina                                                                                |
| Droga wojewódzka 468 | Gdańsk – Sopot – Gdynia                                                                        |
| Droga wojewódzka 469 | Uniejów – Stary Gostków – Wróblew                                                              |
| Droga wojewódzka 470 | Kościelec – Marulew – Turek – Kalisz                                                           |
| Droga wojewódzka 471 | Opatówek – Koźminek – Lisków – Rzymsko                                                         |
| Droga wojewódzka 472 | – Lech-Wałęsa-Flughafen Danzig                                                                 |
| Droga wojewódzka 473 | Koło – Dąbie – Uniejów – Szadek – Łask – Piotrków Trybunalski                                  |
| Droga wojewódzka 474 | – (Gdynia)                                                                                     |
| Droga wojewódzka 475 | Bahnhof Pęgów –                                                                                |
| Droga wojewódzka 476 | Nummer nicht vergeben                                                                          |
| Droga wojewódzka 477 | Złoczew –                                                                                      |
| Droga wojewódzka 478 | Rzymsko – Księża Wólka – Krępa                                                                 |
| Droga wojewódzka 479 | Dąbrówka – Sieradz                                                                             |
| Droga wojewódzka 480 | Sieradz – Widawa – Szczerców                                                                   |
| Droga wojewódzka 481 | Łask – Widawa – Widoradz                                                                       |
| Droga wojewódzka 482 | Łódź (Stadtgrenze) – Łask – Zduńska Wola – Sieradz – Złoczew – Wieruszów – Woiwodschaftsgrenze |
| Droga wojewódzka 483 | Łask – Szczerców – Nowa Brzeźnica – Częstochowa                                                |
| Droga wojewódzka 484 | Buczek – Zelów – Bełchatów – Kamieńsk                                                          |
| Droga wojewódzka 485 | Pabianice – Wadlew – Bełchatów                                                                 |
| Droga wojewódzka 486 | Wieluń – Działoszyn                                                                            |
| Droga wojewódzka 487 | Byczyna – Gorzów Śląski – Olesno                                                               |
| Droga wojewódzka 488 | Nummer nicht vergeben                                                                          |
| Droga wojewódzka 489 | Nummer nicht vergeben                                                                          |
| Droga wojewódzka 490 | Nummer nicht vergeben                                                                          |
| Droga wojewódzka 491 | Działoszyn – Łobodno – Częstochowa                                                             |
| Droga wojewódzka 492 | Ważne Młyny – Łobodno – Kłobuck – Wręczyca Wielka – Blachownia                                 |
| 493                  | Nummer nicht vergeben                                                                          |
| Droga wojewódzka 494 | Bierdzany – Olesno – Wręczyca Wielka – Częstochowa                                             |
| 495                  | Nummer nicht vergeben                                                                          |
| 496                  | Nummer nicht vergeben                                                                          |
| 497                  | Nummer nicht vergeben                                                                          |
| Droga wojewódzka 498 | – (Grudziądz)                                                                                  |
| Droga wojewódzka 499 | Ostaszewo – Sławkowo – Mirakowo                                                                |

### Droga wojewódzka 500–599
| Nummer               | Verlauf                                                                            |
| -------------------- | ---------------------------------------------------------------------------------- |
| Droga wojewódzka 500 | – (Elbląg)                                                                         |
| Droga wojewódzka 501 | Gdańsk – Przejazdowo – Mikoszewo – Krynica Morska – Nowa Karczma                   |
| Droga wojewódzka 502 | Stegna – Nowy Dwór Gdański                                                         |
| Droga wojewódzka 503 | Elbląg – Tolkmicko – Pogrodzie                                                     |
| Droga wojewódzka 504 | Elbląg – Pogrodzie – Braniewo                                                      |
| Droga wojewódzka 505 | Frombork – Młynary – Pasłęk                                                        |
| Droga wojewódzka 506 | Chruściel – Stare Siedlisko – Nowica                                               |
| Droga wojewódzka 507 | Braniewo – Pieniężno – Orneta – Dobre Miasto                                       |
| Droga wojewódzka 508 | Jedwabno – Wielbark                                                                |
| Droga wojewódzka 509 | Elbląg – Młynary – Drwęczno                                                        |
| Droga wojewódzka 510 | Grenze – Lelkowo – Pieniężno                                                       |
| Droga wojewódzka 511 | Grenze – Górowo Iławeckie – Lidzbark Warmiński                                     |
| Droga wojewódzka 512 | Pieniężno – Górowo Iławeckie – Bartoszyce – Szczurkowo                             |
| Droga wojewódzka 513 | Krosno – Pasłęk – Orneta – Lidzbark Warmiński – Kiwity – Wozławki                  |
| Droga wojewódzka 514 | Bahnhof Grudziądz Mniszek –                                                        |
| Droga wojewódzka 515 | Malbork – Dzierzgoń – Susz                                                         |
| Droga wojewódzka 516 | Bahnhof Sztum –                                                                    |
| Droga wojewódzka 517 | Sztum – Tropy Sztumskie                                                            |
| Droga wojewódzka 518 | Gniew – Wisła Fluss – Janowo – Gurcz – Kwidzyn                                     |
| Droga wojewódzka 519 | Stary Dzierzgoń – Małdyty – Morąg                                                  |
| Droga wojewódzka 520 | Prabuty – Kamieniec                                                                |
| Droga wojewódzka 521 | Kwidzyn – Prabuty – Susz – Iława                                                   |
| Droga wojewódzka 522 | Górki – Prabuty – Trumieje – Sobiewola                                             |
| Droga wojewódzka 523 | Gardeja – Trumieje                                                                 |
| Droga wojewódzka 524 | Brachlewo – Licze                                                                  |
| Droga wojewódzka 525 | Bahnhof Ryjewo – Szkaradowo –                                                      |
| Droga wojewódzka 526 | Pasłęk – Śliwica – Lepno – Myślice – Przezmark                                     |
| Droga wojewódzka 527 | Dzierzgoń – Rychliki – Pasłęk – Morąg – Łukta – Olsztyn                            |
| Droga wojewódzka 528 | Orneta – Miłakowo – Morąg                                                          |
| Droga wojewódzka 529 | – Bahnhof Brachlewo                                                                |
| Droga wojewódzka 530 | Ostróda – Łukta – Dobre Miasto                                                     |
| Droga wojewódzka 531 | Łukta – Podlejki                                                                   |
| Droga wojewódzka 532 | Bahnhof Kwidzyn – Rozpędziny – Sadlinki – Okrągła Łąka – Gardeja                   |
| Droga wojewódzka 533 | Okonin – Mełno                                                                     |
| Droga wojewódzka 534 | Grudziądz – Wąbrzeźno – Golub-Dobrzyń – Rypin                                      |
| Droga wojewódzka 535 | Bahnhof Rogóźno Pomorskie –                                                        |
| Droga wojewódzka 536 | Iława – Sampława                                                                   |
| Droga wojewódzka 537 | Lubawa – Frygnowo – Pawłowo                                                        |
| Droga wojewódzka 538 | Radzyń Chełmiński – Łasin – Nowe Miasto Lubawskie – Uzdowo – Rozdroże              |
| Droga wojewódzka 539 | Blinno – Ligowo – Tłuchowo                                                         |
| Droga wojewódzka 540 | Bielsk – Proboszczewice – Sikórz                                                   |
| Droga wojewódzka 541 | Lubawa – Lidzbark – Żuromin – Bieżuń – Sierpc – Tłuchowo – Dobrzyń nad Wisłą       |
| Droga wojewódzka 542 | Rychnowo – Działdowo                                                               |
| Droga wojewódzka 543 | Paparzyn – Radzyń Chełmiński – Jabłonowo Pomorskie – Grzybno – Szabda              |
| Droga wojewódzka 544 | Brodnica – Lidzbark – Działdowo – Mława – Przasnysz – Krasnosielc – Ostrołęka      |
| Droga wojewódzka 545 | Działdowo – Nidzica – Jedwabno                                                     |
| Droga wojewódzka 546 | Zławieś Wielka – Rzęczkowo – Łubianka                                              |
| Droga wojewódzka 547 | Bahnhof Grudziądz Owczarki –                                                       |
| Droga wojewódzka 548 | Stolno – Wąbrzeźno – ... – Niedźwiedź – Pląchoty                                   |
| Droga wojewódzka 549 | Fordon – Wisła Fluss – Strzyżawa                                                   |
| Droga wojewódzka 550 | Chełmno – Brzozowo – Kokocko – Unisław                                             |
| Droga wojewódzka 551 | Strzyżawa – Dąbrowa Chełmińska – Unisław – Wybcz – Chełmża – Wąbrzeźno             |
| Droga wojewódzka 552 | Różankowo – Łysomice – Grębocin – Lubicz                                           |
| Droga wojewódzka 553 | Toruń – Łubianka – Wybcz                                                           |
| Droga wojewódzka 554 | Orzechowo – Sierakowo – Kowalewo Pomorskie – Golub-Dobrzyń – Kikół                 |
| Droga wojewódzka 555 | Srebrna – Siecień – Murzynowo – Wisła Fluss – Stary Duninów –                      |
| Droga wojewódzka 556 | Ostrowite – Zbójno                                                                 |
| Droga wojewódzka 557 | Rypin – Lipno                                                                      |
| Droga wojewódzka 558 | Lipno – Dyblin                                                                     |
| Droga wojewódzka 559 | Lipno – Jasień – Brudzeń Duży – Sikórz – Płock                                     |
| Droga wojewódzka 560 | Brodnica – Rypin – Sierpc – Bielsk                                                 |
| Droga wojewódzka 561 | Bieżuń – Szumanie                                                                  |
| Droga wojewódzka 562 | Szpetal Górny – Dobrzyń nad Wisłą – Biskupice – Płock                              |
| Droga wojewódzka 563 | Rypin – Żuromin – Mława                                                            |
| Droga wojewódzka 564 | Płock – Wisła Fluss – Popłacin                                                     |
| Droga wojewódzka 565 | Nowy Secymin – Wisła Fluss – Chociszewo                                            |
| Droga wojewódzka 566 | Bahnhof Czernikowo –                                                               |
| Droga wojewódzka 567 | Płock – Rogozino – Ciółkowo – Góra                                                 |
| Droga wojewódzka 568 | Goślice – Ciółkowo                                                                 |
| Droga wojewódzka 569 | Golub-Dobrzyń – Ciechocin – Dobrzejewice                                           |
| Droga wojewódzka 570 | Wróblewo – Naruszewo – Czerwińsk nad Wisłą                                         |
| Droga wojewódzka 571 | Naruszewo – Nasielsk – Winnica – Pułtusk                                           |
| Droga wojewódzka 572 | Bahnhof Lubicz –                                                                   |
| Droga wojewódzka 573 | Nowy Duninów – Gostynin – Żychlin                                                  |
| Droga wojewódzka 574 | Dobrzyków – Gąbin – Szczawin Borowy-Kolonia                                        |
| Droga wojewódzka 575 | Płock – Dobrzyków – Słubice – Iłów – Kamion – Śladów – Secymin Polski – Kazuń Nowy |
| Droga wojewódzka 576 | Bahnhof Unisław –                                                                  |
| Droga wojewódzka 577 | Łąck – Gąbin – Sanniki – Ruszki                                                    |
| Droga wojewódzka 578 | Bahnhof Ostromecko –                                                               |
| Droga wojewódzka 579 | Kazuń Polski – Leszno – Błonie – Grodzisk Mazowiecki – Radziejowice                |
| Droga wojewódzka 580 | Warszawa – Leszno – Kampinos – Żelazowa Wola – Sochaczew                           |
| Droga wojewódzka 581 | Gostynin – Łanięta – Krośniewice                                                   |
| Droga wojewódzka 582 | Bahnhof Ostaszewo –                                                                |
| Droga wojewódzka 583 | Bedlno – Żychlin – Sanniki                                                         |
| Droga wojewódzka 584 | Sanniki – Kiernozia – Łowicz                                                       |
| Droga wojewódzka 585 | Bahnhof Toruń Główny –                                                             |
| Droga wojewódzka 586 | Bahnhof Brzoza Toruńska –                                                          |
| Droga wojewódzka 587 | Bahnhof Błonie –                                                                   |
| Droga wojewódzka 588 | Opalenie – Wisła Fluss – Grabówko – Kwidzyn                                        |
| Droga wojewódzka 589 | Grzywna – Chełmża                                                                  |
| Droga wojewódzka 590 | Barciany – Korsze – Reszel – Biskupiec                                             |
| Droga wojewódzka 591 | Grenze – Barciany – Kętrzyn – Mrągowo                                              |
| Droga wojewódzka 592 | Bartoszyce – Kraskowo – Kętrzyn – Giżycko                                          |
| Droga wojewódzka 593 | Miłakowo – Dobre Miasto – Jeziorany – Lutry – Reszel                               |
| Droga wojewódzka 594 | Bisztynek – Robawy – Kętrzyn                                                       |
| Droga wojewódzka 595 | Jeziorany – Barczewo                                                               |
| Droga wojewódzka 596 | Mnichowo – Bęsia – Biskupiec                                                       |
| Droga wojewódzka 597 | Rzęczkowo – Cichoradz – Siemoń – Unisław                                           |
| Droga wojewódzka 598 | Olsztyn – Butryny – Zgniłocha                                                      |
| Droga wojewódzka 599 | Mirakowo – Grodno                                                                  |

### Droga wojewódzka 600–699
| Nummer               | Verlauf |
| -------------------- | --- |
| Droga wojewódzka 600 | Mrągowo – Kałęczyn – Szczytno |
| Droga wojewódzka 601 | Babięta – Nawiady |
| Droga wojewódzka 602 | Mątowskie Pastwiska – |
| Droga wojewódzka 603 | Biała Góra – Sztum |
| Droga wojewódzka 604 | Nidzica – Wielbark |
| Droga wojewódzka 605 | Piekło – Wisła Fluss – Biała Góra – Szkaradowo |
| Droga wojewódzka 606 | Tralewo – Benowo |
| Droga wojewódzka 607 | Gurcz – Jałowiec – Ryjewo – Sztumska Wieś |
| Droga wojewódzka 608 | Ryjewo – Klecewko |
| Droga wojewódzka 609 | Mikołajki – Ukta |
| Droga wojewódzka 610 | Piecki – Ruciane-Nida |
| Droga wojewódzka 611 | Sadlinki – Bronisławowo |
| Droga wojewódzka 612 | Bronisławowo – Okrągła Łąka – |
| Droga wojewódzka 613 | Nummer nicht vergeben |
| Droga wojewódzka 614 | Chorzele – Krukowo – Myszyniec |
| Droga wojewódzka 615 | Mława – Ciechanów |
| Droga wojewódzka 616 | Rembielin – Ciechanów |
| Droga wojewódzka 617 | Przasnysz – Ciechanów |
| Droga wojewódzka 618 | Gołymin-Ośrodek – Pułtusk – Wyszków |
| Droga wojewódzka 619 | Nummer nicht vergeben |
| Droga wojewódzka 620 | Nowe Miasto – Strzegocin – Przewodowo-Parcele |
| Droga wojewódzka 621 | Nummer nicht vergeben |
| Droga wojewódzka 622 | Chrcynno – Szadki |
| Droga wojewódzka 623 | Rakowiec – Bielsk – Majewo – Lipia Góra – Barłożno – Mirotki                                                                                         |
| Droga wojewódzka 624 | Bahnhof Beniaminów – Dąbkowizna – Wólka Radzymińska                                                                                                  |
| Droga wojewódzka 625 | Bahnhof Zielonka – |
| Droga wojewódzka 626 | Maków Mazowiecki – Nowa Wieś |
| Droga wojewódzka 627 | Ostrołęka – Ostrów Mazowiecka – Małkinia – Kosów Lacki – Sokołów Podlaski                                                                            |
| Droga wojewódzka 628 | Bahnhof Wołomin – |
| Droga wojewódzka 629 | Marki – Warszawa |
| Droga wojewódzka 630 | Nowy Dwór Mazowiecki – Jabłonna |
| Droga wojewódzka 631 | Nowy Dwór Mazowiecki – Zegrze – Nieporęt – Marki – Warszawa                                                                                          |
| Droga wojewódzka 632 | Płońsk – Nowe Miasto – Nasielsk – Dębe – Legionowo – Rembelszczyzna – Marki                                                                          |
| Droga wojewódzka 633 | Warszawa – Rembelszczyzna – Nieporęt |
| Droga wojewódzka 634 | Warszawa – Zielonka – Wołomin – Miąse – Tłuszcz – Wólka Kozłowska                                                                                    |
| Droga wojewódzka 635 | Radzymin – Wołomin |
| Droga wojewódzka 636 | Wola Rasztowska – Wólka Kozłowska – Jadów – Zawiszyn                                                                                                 |
| Droga wojewódzka 637 | Warszawa – Stanisławów – Węgrów |
| Droga wojewódzka 638 | Sulejówek – Stara Miłosna |
| Droga wojewódzka 639 | Łomna-Las – Wisła Fluss – Skierdy |
| Droga wojewódzka 640 | Anusin – Radziwiłłówka – Grenze |
| Droga wojewódzka 641 | Lipia Góra – Gąsiorki – Rzeżęcin |
| Droga wojewódzka 642 | Sterławki Wielkie – Ryn – Woźnice |
| Droga wojewódzka 643 | Wilkasy – Olszewo |
| Droga wojewódzka 644 | Majewo – Królów Las – Morzeszczyn |
| Droga wojewódzka 645 | Myszyniec – Dęby – Nowogród – Łomża |
| Droga wojewódzka 646 | Turzno – Brzeżno |
| Droga wojewódzka 647 | Dęby – Kolno – Gromadzyn-Wykno – Stawiski |
| Droga wojewódzka 648 | Miastkowo – Nowogród – ... – Morgowniki – Korzeniste – Stawiski – Przytuły                                                                           |
| Droga wojewódzka 649 | Pluskowęsy – Mlewo – Sierakowo |
| Droga wojewódzka 650 | Stara Różanka – Srokowo – Węgorzewo – Banie Mazurskie – Gołdap                                                                                       |
| Droga wojewódzka 651 | Gołdap – Żytkiejmy – Szypliszki – Sejny |
| Droga wojewódzka 652 | Kowale Oleckie – Suwałki |
| Droga wojewódzka 653 | Sedranki () – Bakałarzewo – Suwałki – Sejny – Poćkuny                                                                                                |
| Droga wojewódzka 654 | Silno – Grabowiec – Krusz – Złotoria – Kaszczorek – Toruń                                                                                            |
| Droga wojewódzka 655 | Kąp – Wydminy – Olecko – Raczki – Suwałki – Rutka-Tartak                                                                                             |
| Droga wojewódzka 656 | Staświny – Zelki – Ełk |
| Droga wojewódzka 657 | Złotoria – Lubicz Dolny |
| Droga wojewódzka 658 | – Kudlicze – Pawłowicze – Grabarka – Kajanka |
| Droga wojewódzka 659 | Bielsk Podlaski – Wyszki – Topczewo – Hodyszewo – Nowe Piekuty –                                                                                     |
| Droga wojewódzka 660 | Nummer nicht vergeben |
| Droga wojewódzka 661 | Cimochy – Kalinowo |
| Droga wojewódzka 662 | Augustów – Suwałki |
| Droga wojewódzka 663 | Pomorze – Sejny |
| Droga wojewódzka 664 | Augustów – Lipsk – Grenze |
| Droga wojewódzka 665 | – Janki |
| 666                  | Nummer nicht vergeben |
| Droga wojewódzka 667 | Nowa Wieś Ełcka – Drygały – Biała Piska |
| Droga wojewódzka 668 | Piątnica Poduchowna – Przytuły – Osowiec |
| Droga wojewódzka 669 | – (Białystok) |
| Droga wojewódzka 670 | Osowiec – Dąbrowa Białostocka – Nowy Dwór – Grenze                                                                                                   |
| Droga wojewódzka 671 | Sokolany – Korycin – Knyszyn – Jeżewo Stare – Sokoły                                                                                                 |
| Droga wojewódzka 672 | Przewięź – Sucha Rzeczka – Płaska – Mikaszówka – Gruszki – Rudawka                                                                                   |
| Droga wojewódzka 673 | Lipsk – Dąbrowa Białostocka – Sokółka |
| Droga wojewódzka 674 | Sokółka – Krynki |
| Droga wojewódzka 675 | – (Białystok) |
| Droga wojewódzka 676 | Białystok – Supraśl – Krynki – Grenze |
| Droga wojewódzka 677 | Łomża – Śniadowo – Ostrów Mazowiecka |
| Droga wojewódzka 678 | Białystok – Sokoły – Wysokie Mazowieckie |
| Droga wojewódzka 679 | Łomża – Podgórze – Gać – Mężenin |
| Droga wojewódzka 680 | Góra Kalwaria – Wisła Fluss – Ostrówek |
| Droga wojewódzka 681 | Roszki-Wodźki – Łapy – Poświętne – Brańsk – Ciechanowiec                                                                                             |
| Droga wojewódzka 682 | Łapy – Turośń Dolna – Markowszczyzna |
| Droga wojewódzka 683 | Prażmów – Wola Prażmowska – Wola Wągrodzka – Kamionka – Uwieliny – Gabryelin – Julianów – Czachówek – Bahnhof Czachówek Wschodni – Sobików – Dębówka |
| Droga wojewódzka 684 | Nummer nicht vergeben |
| Droga wojewódzka 685 | Zabłudów – Narew – Nowosady – Hajnówka – Kleszczele                                                                                                  |
| Droga wojewódzka 686 | Zajma – Michałowo – Jałówka |
| Droga wojewódzka 687 | Juszkowy Gród – Bondary – Narewka – Nowosady |
| Droga wojewódzka 688 | Tarnopol – Siemianówka |
| Droga wojewódzka 689 | Bielsk Podlaski – Hajnówka – Białowieża – Grenze |
| Droga wojewódzka 690 | Czyżew – Ciechanowiec – Siemiatycze |
| Droga wojewódzka 691 | Pionki – Laski – Garbatka-Letnisko – Podlas – Bąkowiec – Opactwo                                                                                     |
| Droga wojewódzka 692 | Drohiczyn – Sytki – Korzeniówka Duża – Skiwy Duże – Malinowo – Korzeniówka – Dziadkowice                                                             |
| Droga wojewódzka 693 | Kleszczele – Siemiatycze |
| Droga wojewódzka 694 | Przyjmy – Brok – Ciechanowiec |
| Droga wojewódzka 695 | Kosów Lacki – Ceranów |
| Droga wojewódzka 696 | Węgrów – Chodów |
| Droga wojewódzka 697 | Liw – Sinołęka |
| Droga wojewódzka 698 | Siedlce – Łosice – Konstantynów – Terespol |
| Droga wojewódzka 699 | Niemianowice – Gzowice – Piotrowice – Jedlnia-Letnisko – Siczki                                                                                      |

### Droga wojewódzka 700–799
| Nummer               | Verlauf |
| -------------------- | --- |
| Droga wojewódzka 700 | – Bahnhof Płochocin – Józefów – Rokitno                                                                                         |
| Droga wojewódzka 701 | Józefów – Domaniew – Żbików – Duchnice – Ożarów – Strzykuły                                                                     |
| Droga wojewódzka 702 | Kutno – Piątek – Zgierz |
| Droga wojewódzka 703 | Porczyny – Poddębice – Stary Gostków – Łęczyca – Piątek – Łowicz                                                                |
| Droga wojewódzka 704 | Jamno – Kołacin – Brzeziny |
| Droga wojewódzka 705 | Śladów – Sochaczew – Skierniewice – Jeżów                                                                                       |
| Droga wojewódzka 706 | Bahnhof Warszawa Okęcie – |
| Droga wojewódzka 707 | Skierniewice – Rawa Mazowiecka – Nowe Miasto nad Pilicą                                                                         |
| Droga wojewódzka 708 | Ozorków – Warszyce – Stryków – Brzeziny                                                                                         |
| Droga wojewódzka 709 | Nummer nicht vergeben |
| Droga wojewódzka 710 | Łódź – Konstantynów Łódzki – Szadek – Warta – Błaszki                                                                           |
| Droga wojewódzka 711 | Bahnhof Falenica – |
| Droga wojewódzka 712 | Habdzin – Gassy – Wisła Fluss – Karczew                                                                                         |
| Droga wojewódzka 713 | Łódź – Andrespol – Kurowice – Ujazd – Tomaszów Mazowiecki – Opoczno                                                             |
| Droga wojewódzka 714 | Rzgów – Kurowice |
| Droga wojewódzka 715 | Brzeziny – Budziszewice – Ujazd                                                                                                 |
| Droga wojewódzka 716 | Koluszki – Rokiciny – Piotrków Trybunalski                                                                                      |
| Droga wojewódzka 717 | – (Warszawa) |
| Droga wojewódzka 718 | Borzęcin – Ołtarzew – Pruszków                                                                                                  |
| Droga wojewódzka 719 | Warszawa – Pruszków – Żyrardów – Kamion                                                                                         |
| Droga wojewódzka 720 | Błonie – Brwinów – Otrębusy – Nadarzyn                                                                                          |
| Droga wojewódzka 721 | Nadarzyn – Piaseczno – Wiązowna – Duchnów                                                                                       |
| Droga wojewódzka 722 | Piaseczno – Lesznowola – Grójec                                                                                                 |
| Droga wojewódzka 723 | Sandomierz – Tarnobrzeg |
| Droga wojewódzka 724 | Warszawa – Konstancin-Jeziorna – Góra Kalwaria                                                                                  |
| Droga wojewódzka 725 | Rawa Mazowiecka – Biała Rawska – Belsk Duży                                                                                     |
| Droga wojewódzka 726 | Rawa Mazowiecka – Inowłódz – Opoczno – Żarnów                                                                                   |
| Droga wojewódzka 727 | Klwów – Przysucha – Szydłowiec – Wierzbica                                                                                      |
| Droga wojewódzka 728 | Grójec – Nowe Miasto nad Pilicą – Końskie – Łopuszno – Jędrzejów                                                                |
| Droga wojewódzka 729 | Przystałowice Duże – Potworów                                                                                                   |
| Droga wojewódzka 730 | Skurów – Jasieniec – Warka – Głowaczów                                                                                          |
| Droga wojewódzka 731 | Potycz – Warka – Białobrzegi |
| Droga wojewódzka 732 | Stary Gózd – Stara Błotnica – Kaszów – Przytyk                                                                                  |
| Droga wojewódzka 733 | Zakrzew – Wolanów – Kowala – Skaryszew – Karszówka                                                                              |
| Droga wojewódzka 734 | Baniocha – Kawęczyn – Dębówka – Wisła Fluss – nadbrzeż – Otwock Wielki – Wygoda                                                 |
| Droga wojewódzka 735 | Bahnhof Ożarów – |
| Droga wojewódzka 736 | Warka – Rozniszew – Magnuszew – Wisła Fluss – Podłęż                                                                            |
| Droga wojewódzka 737 | Radom – Pionki – Kozienice |
| Droga wojewódzka 738 | Nowe Słowiki – Góra Puławska |
| Droga wojewódzka 739 | – Brzumin – Wisła Fluss – Piwonin – Sobienie-Jeziory – Osieck                                                                   |
| Droga wojewódzka 740 | Radom – Przytyk – Potworów |
| Droga wojewódzka 741 | – Bronowice – Łęka – Wisła Fluss – Wólka Gołębska –                                                                             |
| Droga wojewódzka 742 | Przygłów – Łęczno – Ręczno – Włoszczowa – Nagłowice                                                                             |
| Droga wojewódzka 743 | Góra Puławska – Karczunki – Sadłowice – Nasiłów – Wisła Fluss – Bochotnica –                                                    |
| Droga wojewódzka 744 | Radom – Wierzbica – Starachowice                                                                                                |
| Droga wojewódzka 745 | Dąbrowa – Masłów – Radlin |
| Droga wojewódzka 746 | Żarnów – Końskie |
| Droga wojewódzka 747 | Iłża – Lipsko – Solec nad Wisłą – Opole Lubelskie – Bełżyce – Konopnica                                                         |
| Droga wojewódzka 748 | Ruda Strawczyńska – Strawczyn – Kostomłoty                                                                                      |
| Droga wojewódzka 749 | Końskie – Przysucha |
| Droga wojewódzka 750 | Ćmińsk – Samsonów – Zagnańsk – Barcza                                                                                           |
| Droga wojewódzka 751 | Suchedniów – Bodzentyn – Nowa Słupia – Ostrowiec Świętokrzyski                                                                  |
| Droga wojewódzka 752 | Górno – Bodzentyn – Rzepin Pierwszy                                                                                             |
| Droga wojewódzka 753 | Wola Jachowa – Bieliny – Huta Nowa – Bartoszowiny – Milanowska Wólka – Stara Słupia                                             |
| Droga wojewódzka 754 | Ostrowiec Świętokrzyski – Bałtów – Pętkowice – Solec nad Wisłą – Kłudzie – Boiska – Wola Solecka I – Wola Solecka II – Gołębiów |
| Droga wojewódzka 755 | Ostrowiec Świętokrzyski – Ożarów – Zawichost – Kosin                                                                            |
| Droga wojewódzka 756 | Starachowice – Nowa Słupia – Łagów – Szydłów – Stopnica                                                                         |
| Droga wojewódzka 757 | Opatów – Iwaniska – Staszów – Stopnica                                                                                          |
| Droga wojewódzka 758 | Iwaniska – Klimontów – Koprzywnica – Ciszyca – Wisła Fluss – Tarnobrzeg                                                         |
| Droga wojewódzka 759 | – Piotrowice – Wisła Fluss – Zabełcze – Opoka Duża                                                                              |
| Droga wojewódzka 760 | Bahnhof Pruszków – |
| Droga wojewódzka 761 | Kielce – Piekoszów |
| Droga wojewódzka 762 | Kielce – Chęciny – Małogoszcz                                                                                                   |
| Droga wojewódzka 763 | Chęciny – Morawica |
| Droga wojewódzka 764 | Kielce – Suków – Raków – Staszów – Połaniec – Tuszów Narodowy                                                                   |
| Droga wojewódzka 765 | Chmielnik – Szydłów – Staszów – Osiek                                                                                           |
| Droga wojewódzka 766 | Morawica – Kije – Pińczów – Węchadłów                                                                                           |
| Droga wojewódzka 767 | Pińczów – Busko-Zdrój |
| Droga wojewódzka 768 | Jędrzejów – Węchadłów – Skalbmierz – Kazimierza Wielka – Koszyce – Brzesko                                                      |
| Droga wojewódzka 769 | Bahnhof Góra Kalwaria – |
| Droga wojewódzka 770 | Drożejowice – Czarnocin – Krzyż                                                                                                 |
| Droga wojewódzka 771 | Wiślica – Strożyska |
| Droga wojewódzka 772 | Nummer nicht vergeben |
| Droga wojewódzka 773 | Sieniczno – Sułoszowa – Skała – Wesoła                                                                                          |
| Droga wojewódzka 774 | Zabierzów – Kryspinów |
| Droga wojewódzka 775 | Słomniki – Proszowice – Nowe Brzesko – Ispina                                                                                   |
| Droga wojewódzka 776 | Kraków – Proszowice – Kazimierza Wielka – Wiślica – Busko-Zdrój                                                                 |
| Droga wojewódzka 777 | Sandomierz – Zawichost – Annopol                                                                                                |
| Droga wojewódzka 778 | Bahnhof Tarczyn – |
| Droga wojewódzka 779 | Bahnhof Mszczonów – |
| Droga wojewódzka 780 | Kraków – Alwernia – Chełmek – Chełm Śląski                                                                                      |
| Droga wojewódzka 781 | Chrzanów – Babice – Zator – Andrychów – Łękawica                                                                                |
| Droga wojewódzka 782 | Bahnhof Bąkowiec – Bąkowiec |
| Droga wojewódzka 783 | Olkusz – Wolbrom – Miechów – Racławice – Skalbmierz                                                                             |
| Droga wojewódzka 784 | Radomsko – Ciężkowice – Św. Anna                                                                                                |
| Droga wojewódzka 785 | Ciężkowice – Żytno – Maluszyn – Włoszczowa                                                                                      |
| Droga wojewódzka 786 | Częstochowa – Św. Anna – Koniecpol – Włoszczowa – Łopuszno – Ruda Strawczyńska – Kielce                                         |
| Droga wojewódzka 787 | – Bahnhof Pionki – Suskowola – Sucha – Zwoleń                                                                                   |
| Droga wojewódzka 788 | Bahnhof Sarnów – |
| Droga wojewódzka 789 | Brusiek – Kalety – Woźniki – Koziegłowy – Żarki – Lelów                                                                         |
| Droga wojewódzka 790 | Dąbrowa Górnicza – Ogrodzieniec – Pilica                                                                                        |
| Droga wojewódzka 791 | Wanaty – Zawiercie – Ogrodzieniec – Olkusz – Trzebinia                                                                          |
| Droga wojewódzka 792 | Żarki – Kotowice – Kroczyce |
| Droga wojewódzka 793 | Św. Anna – Żarki – Myszków – Siewierz                                                                                           |
| Droga wojewódzka 794 | Koniecpol – Lelów – Pradła – Pilica – Wolbrom – Skała – Kraków                                                                  |
| Droga wojewódzka 795 | Secemin – Szczekociny |
| Droga wojewódzka 796 | Zawiercie – Dąbrowa Górnicza |
| Droga wojewódzka 797 | – Celestynów |
| Droga wojewódzka 798 | Otwock Mały – Karczew |
| Droga wojewódzka 799 | Dziecinów – Kosumce – Ostrówek                                                                                                  |

### Droga wojewódzka 800–899
| Nummer               | Verlauf |
| -------------------- | --- |
| Droga wojewódzka 800 | Bahnhof Parysów – |
| Droga wojewódzka 801 | Warszawa – Karczew – Wilga – Maciejowice – Dęblin – Puławy                                                                |
| Droga wojewódzka 802 | Mińsk Mazowiecki – Seroczyn                                                                                               |
| Droga wojewódzka 803 | Siedlce – Stoczek Łukowski                                                                                                |
| Droga wojewódzka 804 | Bahnhof Pilawa – |
| Droga wojewódzka 805 | Warszawice – Osieck – Pilawa – Parysów – Wilchta                                                                          |
| Droga wojewódzka 806 | Łuków – Międzyrzec Podlaski                                                                                               |
| Droga wojewódzka 807 | Maciejowice – Sobolew – Żelechów – Łuków                                                                                  |
| Droga wojewódzka 808 | Łuków – Serokomla – Kock                                                                                                  |
| Droga wojewódzka 809 | Lublin – Krasienin – Kierzkówka – Przytoczno                                                                              |
| Droga wojewódzka 810 | Bahnhof Garwolin – |
| Droga wojewódzka 811 | Sarnaki – Konstantynów – Biała Podlaska                                                                                   |
| Droga wojewódzka 812 | Biała Podlaska – Wisznice – Włodawa – Chełm – Rejowiec – Krasnystaw                                                       |
| Droga wojewódzka 813 | Międzyrzec Podlaski – Parczew – Ostrów Lubelski – Łęczna                                                                  |
| Droga wojewódzka 814 | Radzyń Podlaski – Suchowola – Żminne                                                                                      |
| Droga wojewódzka 815 | Wisznice – Parczew – Siemień – Lubartów                                                                                   |
| Droga wojewódzka 816 | Terespol – Kodeń – Sławatycze – Włodawa – Dorohusk – Horodło – Zosin                                                      |
| Droga wojewódzka 817 | Kłudzie – Wisła Fluss – Kamień –                                                                                          |
| Droga wojewódzka 818 | Przewłoka – Wyryki – Adampol                                                                                              |
| Droga wojewódzka 819 | Parczew – Kołacze – Łowcza – Wola Uhruska                                                                                 |
| Droga wojewódzka 820 | Sosnowica-Dwór – Łęczna                                                                                                   |
| Droga wojewódzka 821 | Klementynów – Ostrów Lubelski                                                                                             |
| Droga wojewódzka 822 | Lublin – Flughafen Lublin-Świdnik                                                                                         |
| Droga wojewódzka 823 | – Wólka Wojcieszkowska – Wisła Fluss – Borowa                                                                             |
| Droga wojewódzka 824 | Żyrzyn – Puławy – Opole Lubelskie – Józefów – Annopol                                                                     |
| Droga wojewódzka 825 | Kamień – Józefów |
| Droga wojewódzka 826 | Markuszów – Nałęczów |
| Droga wojewódzka 827 | Sadurki – Bełżyce |
| Droga wojewódzka 828 | Garbów – Krasienin – Niemce – Jawidz                                                                                      |
| Droga wojewódzka 829 | Łucka – Łęczna – Biskupice                                                                                                |
| Droga wojewódzka 830 | Lublin – Nałęczów – Bochotnica                                                                                            |
| Droga wojewódzka 831 | Bahnhof Dęblin Rycice –                                                                                                   |
| Droga wojewódzka 832 | Wola Rudzka – Poniatowa – Krężnica Okrągła                                                                                |
| Droga wojewódzka 833 | Chodel – Kraśnik |
| Droga wojewódzka 834 | Bełżyce – Niedrzwica Duża – Bychawa – Stara Wieś III                                                                      |
| Droga wojewódzka 835 | Lublin – Wysokie – Biłgoraj – Sieniawa – Przeworsk – Kańczuga – Dynów – Grabownica Starzeńska                             |
| Droga wojewódzka 836 | Bychawa – Kębłów |
| Droga wojewódzka 837 | Piaski – Żółkiewka – Nielisz – Sitaniec                                                                                   |
| Droga wojewódzka 838 | Głębokie – Dorohucza – Trawniki – Fajsławice                                                                              |
| Droga wojewódzka 839 | Cyców – Siedliszcze – Marynin – Pawłów – Rejowiec                                                                         |
| Droga wojewódzka 840 | Bahnhof Zarzeka – |
| Droga wojewódzka 841 | Cyców – Wierzbica – Staw                                                                                                  |
| Droga wojewódzka 842 | Rudnik Szlachecki – Wysokie – Krasnystaw                                                                                  |
| Droga wojewódzka 843 | Chełm – Kraśniczyn – Zamość                                                                                               |
| Droga wojewódzka 844 | Chełm – Hrubieszów – Witków – Dołhobyczów – Grenze                                                                        |
| Droga wojewódzka 845 | – Gołąb Piaski – Bahnhof Gołąb                                                                                            |
| Droga wojewódzka 846 | Małochwiej Duży – Wojsławice – Teratyn                                                                                    |
| Droga wojewódzka 847 | – Bahnhof Puławy Azoty |
| Droga wojewódzka 848 | Tarnawa Mała – Turobin – Sułów – Szczebrzeszyn                                                                            |
| Droga wojewódzka 849 | Zamość – Jacnia – Józefów – Wola Obszańska                                                                                |
| Droga wojewódzka 850 | Tomaszów Lubelski – Józefówka – Alojzów                                                                                   |
| Droga wojewódzka 851 | Bahnhof Puławy Ruda – |
| Droga wojewódzka 852 | Józefówka – Nowosiółki – Witków                                                                                           |
| Droga wojewódzka 853 | Nowy Majdan – Tomaszów Lubelski                                                                                           |
| Droga wojewódzka 854 | Annopol – Kosin – Antoniów – Gorzyce                                                                                      |
| Droga wojewódzka 855 | Olbięcin – Zaklików – Stalowa Wola                                                                                        |
| Droga wojewódzka 856 | Antoniów – Radomyśl nad Sanem – Dąbrowa Rzeczycka                                                                         |
| Droga wojewódzka 857 | Zaklików – Modliborzyce                                                                                                   |
| Droga wojewódzka 858 | Zarzecze – Biłgoraj – Zwierzyniec – Szczebrzeszyn                                                                         |
| Droga wojewódzka 859 | Bahnhof Zajezierze – |
| Droga wojewódzka 860 | – Bahnhof Małe Sadurki |
| Droga wojewódzka 861 | Bojanów – Kopki |
| Droga wojewódzka 862 | Tabor – – Podbiel – Osieck                                                                                                |
| Droga wojewódzka 863 | Kopki – Krzeszów – Tarnogród – Cieszanów                                                                                  |
| Droga wojewódzka 864 | Nowy Lubliniec – Żuków |
| Droga wojewódzka 865 | Jarosław – Oleszyce – Cieszanów – Bełżec                                                                                  |
| Droga wojewódzka 866 | Dachnów – Lubaczów – Krowica Hołodowska – Grenze                                                                          |
| Droga wojewódzka 867 | Sieniawa – Wola Mołodycka – Oleszyce – Lubaczów – Podemszczyzna – Werchrata – Hrebenne                                    |
| Droga wojewódzka 868 | Słomczyn – Cieciszew – Piaski – Gassy                                                                                     |
| Droga wojewódzka 869 | – |
| Droga wojewódzka 870 | Sieniawa – Wiązownica – Jarosław                                                                                          |
| Droga wojewódzka 871 | Nagnajów – Tarnobrzeg – Grębów – Stalowa Wola                                                                             |
| Droga wojewódzka 872 | Łoniów – Jasienica – Świniary – Wisła Fluss – Baranów Sandomierski – Wola Baranowska – Majdan Królewski – Bojanów – Nisko |
| Droga wojewódzka 873 | Pilawa – Zalesie Górne |
| Droga wojewódzka 874 | Zarzecze – Puławy |
| Droga wojewódzka 875 | Mielec – Kolbuszowa – Sokołów Małopolski – Leżajsk                                                                        |
| Droga wojewódzka 876 | Chudolipie – Piotrkowice – Many – Tarczyn – Łoś                                                                           |
| Droga wojewódzka 877 | Naklik – Leżajsk – Łańcut – Dylągówka – Szklary                                                                           |
| Droga wojewódzka 878 | Stobierna – Rzeszów – Dylągówka                                                                                           |
| Droga wojewódzka 879 | Bahnhof Osieck – |
| Droga wojewódzka 880 | Jarosław – Pruchnik |
| Droga wojewódzka 881 | Sokołów Małopolski – Łańcut – Kańczuga – Pruchnik – Żurawica                                                              |
| 882                  | Nummer nicht vergeben |
| 883                  | Nummer nicht vergeben |
| Droga wojewódzka 884 | Przemyśl – Dubiecko – Bachórz – Domaradz                                                                                  |
| Droga wojewódzka 885 | Przemyśl – Hermanowice – Grenze                                                                                           |
| Droga wojewódzka 886 | Domaradz – Brzozów – Sanok                                                                                                |
| Droga wojewódzka 887 | Brzozów – Rymanów – Daliowa                                                                                               |
| Droga wojewódzka 888 | Święcice – Myszczyn – Zaborów                                                                                             |
| Droga wojewódzka 889 | Sieniawa – Bukowsko – Szczawne                                                                                            |
| Droga wojewódzka 890 | Kuźmina – Krościenko |
| 891                  | Nummer nicht vergeben |
| Droga wojewódzka 892 | Zagórz – Komańcza – Radoszyce –                                                                                           |
| Droga wojewódzka 893 | Lesko – Baligród – Cisna                                                                                                  |
| Droga wojewódzka 894 | Hoczew – Wołkowyja – Czarna                                                                                               |
| Droga wojewódzka 895 | Uherce Mineralne – Solina – Myczków                                                                                       |
| Droga wojewódzka 896 | Ustrzyki Dolne – Czarna – Ustrzyki Górne                                                                                  |
| Droga wojewódzka 897 | Tylawa – Komańcza – Radoszyce – Cisna – Ustrzyki Górne – Wołosate – Grenze                                                |
| Droga wojewódzka 898 | Stare Babice – Mościska – Warszawa                                                                                        |
| Droga wojewódzka 899 | Cybulice Małe – |

### Droga wojewódzka 900–993
| Nummer               | Verlauf                                                                                                  |
| -------------------- | --- |
| Droga wojewódzka 900 | Raj – Wisła Fluss – Piotrawin –                                                                          |
| Droga wojewódzka 901 | Olesno – Dobrodzień – Zawadzkie – Wielowieś – Pyskowice – Gliwice                                        |
| Droga wojewódzka 902 | Katowice () – Chorzów – Świętochłowice – Ruda Śląska - Zabrze - Gliwice (Droga powiatowa 7213S)          |
| Droga wojewódzka 903 | Jaworzno – Jaworzno ( Anschlussstelle Jeleń)                                                             |
| Droga wojewódzka 904 | Blachownia – Rększowice – Wanaty                                                                         |
| Droga wojewódzka 905 | Herby – Boronów – Piasek                                                                                 |
| Droga wojewódzka 906 | Lubliniec – Koszęcin – Piasek                                                                            |
| Droga wojewódzka 907 | Wygoda – Koszęcin – Kieleczka – ... – Wielowieś – Toszek – Niewiesze                                     |
| Droga wojewódzka 908 | Częstochowa – Tarnowskie Góry                                                                            |
| 909                  | Nummer nicht vergeben                                                                                    |
| Droga wojewódzka 910 | Będzin – Dąbrowa Górnicza                                                                                |
| Droga wojewódzka 911 | Świerklaniec – Piekary Śląskie – Bytom                                                                   |
| Droga wojewódzka 912 | Tarnowskie Góry – Świerklaniec                                                                           |
| Droga wojewódzka 913 | Pyrzowice Lotnisko – Pomłynie – Sarnów                                                                   |
| 914                  | Nummer nicht vergeben                                                                                    |
| Droga wojewódzka 915 | Ciechowice – Zawada – 919                                                                                |
| Droga wojewódzka 916 | Racibórz – Samborowice –                                                                                 |
| Droga wojewódzka 917 | Racibórz – Krzanowice – Grenze                                                                           |
| 918                  | Nummer nicht vergeben                                                                                    |
| Droga wojewódzka 919 | Racibórz – Rudy – Sośnicowice                                                                            |
| Droga wojewódzka 920 | Rudy – Rybnik                                                                                            |
| Droga wojewódzka 921 | Przerycie – Knurów – Zabrze                                                                              |
| Droga wojewódzka 922 | Kuźnia Raciborska – Nędza                                                                                |
| Droga wojewódzka 923 | Raszczyce – Nowa Wieś – Wodzisław Śląski                                                                 |
| Droga wojewódzka 924 | Kuźnia Nieborowska – Stanowice – Żory                                                                    |
| Droga wojewódzka 925 | Bytom – Ruda Śląska – Orzesze – Rybnik                                                                   |
| Droga wojewódzka 926 | Orzesze – Orzesze Zawiść                                                                                 |
| Droga wojewódzka 927 | Mikołów – Mikołów                                                                                        |
| Droga wojewódzka 928 | Mikołów – Tychy                                                                                          |
| Droga wojewódzka 929 | Rybnik – Świerklany Górne                                                                                |
| Droga wojewódzka 930 | Świerklany Dolne – Mszana                                                                                |
| Droga wojewódzka 931 | Tychy – Pszczyna                                                                                         |
| Droga wojewódzka 932 | Wodzisław Śląski – Świerklany Dolne – Świerklany Górne – Żory                                            |
| Droga wojewódzka 933 | Rzuchów – Wodzisław Śląski – Jastrzębie-Zdrój – Pszczyna – Oświęcim – Chrzanów                           |
| Droga wojewódzka 934 | Mysłowice – Mysłowice Kosztowy – – ... – – Imielin – Chełm Śląski – Bieruń                               |
| Droga wojewódzka 935 | Racibórz – Rybnik – Żory – Pszczyna                                                                      |
| Droga wojewódzka 936 | Wodzisław Śląski – Syrynia – Krzyżanowice – 466                                                          |
| Droga wojewódzka 937 | Jastrzębie-Zdrój – Hażlach                                                                               |
| Droga wojewódzka 938 | Pawłowice – Pruchna – Cieszyn                                                                            |
| Droga wojewódzka 939 | Zbytków – Strumień – Wisła Wielka – Pszczyna                                                             |
| Droga wojewódzka 940 | Bielsko-Biała ( ) – Bielsko-Biała ()                                                                     |
| Droga wojewódzka 941 | Skoczów – Wisła – Istebna                                                                                |
| Droga wojewódzka 942 | Bielsko-Biała – Szczyrk – Salmopol – Wisła                                                               |
| Droga wojewódzka 943 | Grenze – Istebna – Koniaków – Laliki                                                                     |
| Droga wojewódzka 944 | Nummer nicht vergeben                                                                                    |
| Droga wojewódzka 945 | Bielsko-Biała – Żywiec – ... – Jeleśnia – Korbielów –                                                    |
| Droga wojewódzka 946 | Żywiec – Sucha Beskidzka                                                                                 |
| 947                  | Nummer nicht vergeben                                                                                    |
| Droga wojewódzka 948 | Oświęcim – Kęty – ... – Kobiernice – Tresna – Żywiec-Oczków                                              |
| Droga wojewódzka 949 | Jawiszowice – Osiek – Polanka Wielka – Przeciszów                                                        |
| 950                  | Nummer nicht vergeben                                                                                    |
| 951                  | Nummer nicht vergeben                                                                                    |
| 952                  | Nummer nicht vergeben                                                                                    |
| Droga wojewódzka 953 | Skawina – Kalwaria Zebrzydowska                                                                          |
| 954                  | Nummer nicht vergeben                                                                                    |
| Droga wojewódzka 955 | Sułkowice – Jawornik                                                                                     |
| Droga wojewódzka 956 | Biertowice – Sułkowice – Zembrzyce                                                                       |
| Droga wojewódzka 957 | Białka – Zawoja – Jabłonka – Czarny Dunajec – Nowy Targ                                                  |
| Droga wojewódzka 958 | Chabówka – Czarny Dunajec – Chochołów – Zakopane                                                         |
| Droga wojewódzka 959 | Chochołów – Grenze                                                                                       |
| Droga wojewódzka 960 | Czarna Góra – Bukowina Tatrzańska – Łysa Polana – Grenze                                                 |
| Droga wojewódzka 961 | Poronin – Bukowina Tatrzańska                                                                            |
| Droga wojewódzka 962 | Jabłonka – Lipnica Wielka – Grenze                                                                       |
| Droga wojewódzka 963 | Nummer nicht vergeben                                                                                    |
| Droga wojewódzka 964 | Kasina Wielka – Dobczyce – Wieliczka – Niepołomice – Ispina – Zielona – Szczurowa – Biskupice Radłowskie |
| Droga wojewódzka 965 | Zielona – Bochnia – Limanowa                                                                             |
| Droga wojewódzka 966 | Wieliczka – Gdów – Muchówka – Tymowa                                                                     |
| Droga wojewódzka 967 | Myślenice – Dobczyce – Łapczyca                                                                          |
| Droga wojewódzka 968 | Lubień – Mszana Dolna – Kamienica – Zabrzeż                                                              |
| Droga wojewódzka 969 | Nowy Targ – Czorsztyn – Krościenko – Zabrzeż – Brzezna – Stary Sącz                                      |
| 970                  | Nummer nicht vergeben                                                                                    |
| Droga wojewódzka 971 | Krynica – Muszyna – Piwniczna                                                                            |
| 972                  | Nummer nicht vergeben                                                                                    |
| Droga wojewódzka 973 | Busko-Zdrój – Nowy Korczyn – Żabno – ... – Niedomice – Tarnów – Kępa Bogumiłowicka                       |
| 974                  | Nummer nicht vergeben                                                                                    |
| Droga wojewódzka 975 | Dąbrowa Tarnowska – Biskupice Radłowskie – Wojnicz – Zakliczyn – Dąbrowa                                 |
| 976                  | Nummer nicht vergeben                                                                                    |
| Droga wojewódzka 977 | Tarnów – Tuchów – Gromnik – Zborowice – Moszczenica – Gorlice – Konieczna – Grenze                       |
| 978                  | Nummer nicht vergeben                                                                                    |
| Droga wojewódzka 979 | Moszczenica – Zagórzany                                                                                  |
| Droga wojewódzka 980 | Jurków – Charzewice – ... – Zakliczyn – Gromnik – Biecz                                                  |
| Droga wojewódzka 981 | Zborowice – Grybów – Krzyżówka – Krynica                                                                 |
| Droga wojewódzka 982 | Szczucin – Sadkowa Góra – Jaślany                                                                        |
| Droga wojewódzka 983 | Sadkowa Góra – Mielec                                                                                    |
| Droga wojewódzka 984 | Lisia Góra – Radomyśl Wielki – Mielec                                                                    |
| Droga wojewódzka 985 | Nagnajów – Baranów Sandomierski – Mielec – Dębica                                                        |
| Droga wojewódzka 986 | Tuszyma – Ropczyce – Wiśniowa                                                                            |
| Droga wojewódzka 987 | Kolbuszowa – Sędziszów Małopolski                                                                        |
| Droga wojewódzka 988 | Babica – Strzyżów – Wiśniowa – Frysztak – Warzyce                                                        |
| Droga wojewódzka 989 | Strzyżów – Lutcza                                                                                        |
| Droga wojewódzka 990 | Twierdza – Krosno                                                                                        |
| Droga wojewódzka 991 | Lutcza – Krosno                                                                                          |
| Droga wojewódzka 992 | Jasło – Zarzecze – Nowy Żmigród – Kąty – Krempna – Świątkowa Mała – Grab                                 |
| Droga wojewódzka 993 | Gorlice – Nowy Żmigród – Dukla                                                                           |

... – unterbrochen